# Sierra Club
 (juin 2025).
Le Sierra Club est une association américaine écologiste fondée à San Francisco en Californie en 1892 par John Muir dans le but de protéger la sierra Nevada ; il s'agit de l'une des plus anciennes organisations non gouvernementales vouées à la protection de l'environnement. L'association a depuis élargi son action au soutien d'un ensemble de mesures de politique écologique.

## Objectifs
1. Explorer et protéger les espaces sauvages de la planète.
2. Mettre en pratique et promouvoir un usage responsable des écosystèmes et des ressources de la planète.
3. Éduquer l'humanité et lui enjoindre de protéger et restaurer la qualité de l'environnement naturel et humain.
4. Utiliser tous les moyens juridiques pour parvenir à ces objectifs.

## Organisation
Le Sierra Club est dirigé par un Bureau des directeurs comptant quinze membres bénévoles. Chaque année, cinq directeurs sont élus pour une période de trois ans, tous les membres du Club ayant le droit de vote. Chaque année, le Bureau des directeurs élit un président parmi ses membres qui reçoit une petite rémunération.
Le directeur exécutif dirige le fonctionnement quotidien du groupe et est salarié. Le directeur exécutif élu en 2010 est Michael Brune (en). En janvier 2023, l’ex-président du  NAACP Ben Jealous (en) devient le nouveau directeur exécutif de l’organisation et le premier Afro-Américain à occuper ce poste. 
Tous les membres du Sierra Club appartiennent également à des sections, couvrant généralement la superficie d'un État, et à des groupes locaux. Il y a également des groupes thématiques et des forces opérationnelles nationales et locales. Les lignes politiques du Sierra Club sont fixées au niveau approprié, mais le Club n'a qu'une position par sujet.
En plus des membres qui sont actifs de manière bénévole, le Sierra Club emploie environ 500 personnes. La plupart d'entre elles travaillent au quartier général de San Francisco, en Californie, mais certaines sont également actives à Washington (activités de lobbying) et dans des bureaux régionaux.

## Politiques de protection de l'environnement
Le Sierra Club a des lignes politiques officielles sur nombre de sujets concernant la protection de l'environnement. Elles sont regroupées en dix-sept catégories : agriculture, biotechnologie, énergie, justice environnementale, forêt et gestion des régions sauvages, sujets globaux, sujets gouvernementaux et politiques, gestion du territoire, questions militaires, questions nucléaires, océans, pollution et gestion des déchets, principe de précaution, transports, politiques urbaines et rurales, ressources en eau et protection de la vie sauvage.
En 2016, il soutient ouvertement Hillary Clinton aux élections présidentielles américaines.